# Austrochaperina palmipes
Espèce
Synonymes
- Sphenophryne palmipes Zweifel, 1956

Statut de conservation UICN

 LC  : Préoccupation mineure
Austrochaperina palmipes est une espèce d'amphibiens de la famille des Microhylidae.

## Répartition

Aire de répartition de Austrochaperina palmipes.

Cette espèce est endémique de la moitié Est de la Papouasie-Nouvelle-Guinée ainsi que de plusieurs îles à la pointe Est. Elle se rencontre entre 60 et 1 750 m d'altitude,.

## Publication originale
- Zweifel, 1956 : Microhylid frogs from New Guinea, with descriptions of new species. American Museum novitates, no 1766, p. 1-49 (texte intégral).